# Lintusaari (ö i Mellersta Finland, Keuruu)
Lintusaari är en ö i Finland. Den ligger i sjön Iso Kivijärvi och i kommunen Keuru i den ekonomiska regionen  Keuru ekonomiska region  och landskapet Mellersta Finland, i den centrala delen av landet, 250 km norr om huvudstaden Helsingfors. Öns area är 0,2 hektar och dess största längd är 80 meter i nord-sydlig riktning.